# Aransas Pass
Aransas Pass város az USA Texas államában, Aransas, San Patricio és Nueces megyében. Lakosainak száma 7941 fő (2020. április 1.).

## Népesség
A település népességének változása:

| 2010 | 8 204 |
| 2020 | 7 941 |